# 毛里求斯國徽
毛里求斯國徽主体部分为一盾徽，由四组图案：帆船、棕櫚、钥匙和“印度洋之星”图（一顆立于藍底白色三角形之上的白色五角星）组成。下方的绶带以拉丁文著有毛里求斯国家格言：“印度洋的鑰匙和明星”。
盾徽左右两侧分别由渡渡鳥和帝汶鹿守護，而边上的辅助图案为甘蔗，是毛里求斯最主要的经济作物。